# Lansing Ignite FC
El Lansing United FC fue un equipo de fútbol de Estados Unidos.

## Historia
Fue fundado el 25 de octubre de 2018 en la ciudad de Lansing, Míchigan, luego de que cuando se formó la USL League One en 2017 se determinó que la ciudad de Lansing, Míchigan tendría un equipo de fútbol profesional por primera vez. En la ciudad ya existía el Lansing United, equipo aficionado que estuvo en la NPSL y en la USL PDL desde 2018.
Los dueños del Lansing Lugnuts, equipo local de béisbol presentó un plan ante el consejo local para crear al club de fútbol profesional que representaría a la ciudad y que su sede sería el estadio del los Lugnuts, con lo que el Lansing United desaparece oficialmente y Jeremy Sampson, dueño del Lansing United, sería el primer gerente general de la franquicia.
El Lansing Ignite FC fue anunciado el 25 de octubre de 2018 como uno de los equipos fundadores de la USL League One en su temporada inaugural en 2019, anunciando a Nate Miller como el primer entrenador en la historia de la franquicia en noviembre.
El 19 de marzo de 2019 anuncia su afiliación al Chicago Fire de la MLS.
Su primer partido en la USL League One fue el 30 de marzo de 2019, venciendo al Richmond Kickers 3-2 en el City Stadium, Richmond. Lansing terminó su primera temporada con récord de 12-6-10, finalizando en segundo lugar de la USL League One. En la ronda de playoff pierde en la semifinal ante el Greenville Triumph SC 1-0. El 14 de octubre de 2019 el mediocampista Marshall Hollingsworth pone en Instagram que el Ignite podría desaparecer y que todos los jugadores serían agentes libres. El presidente del club Nick Grueser dijo que no tenía idea sobre el futuro del club antes de que se jugara la final de la League One.
El 21 de octubre de 2019, en un comunicado oficial de la USL League One, a pesar de haber tenido una buena primera temporada, el Ignite no regresaría para la temporada 2020.

## Clubes Afiliados
- Chicago Fire